# Henry Carlsson
Nils Gustav Henry „Garvis“ Carlsson (* 27. Oktober 1917 in Falköping; † 28. Mai 1999 in Solna) war ein schwedischer Fußballspieler und -trainer.

## Laufbahn

### Spielerkarriere
Carlsson spielte zunächst für IK Göta und Falköpings GIS. Er debütierte für AIK Solna beim 3:2-Erfolg über Sandvikens IF am 3. September 1939 in der Allsvenskan. Bis 1948 bestritt er 192 Erstligaspiele für den Verein und schoss dabei 97 Tore.
1948 wechselte Carlsson zu RC Paris, wo er eine Spielzeit verbrachte. Hier wurde er französischer Pokalsieger. Anschließend zog er weiter zu Atlético Madrid in die Primera División. Mit dem Klub wurde er zweimal spanischer Meister. 1953 beendete er seine aktive Karriere und kehrte nach Schweden zurück.
Carlsson streifte zwischen 1941 und 1949 26-mal das schwedische Nationaltrikot über und schoss 17 Länderspieltore. Bei den Olympischen Spielen 1948 gehörte er zu der Auswahl, die mit spektakulärem Fußball – 22 Tore in vier Spielen – zu überzeugen wusste und die Goldmedaille durch einen 3:1-Finalsieg über Jugoslawien errang. Nach seinem Wechsel nach Spanien – in Frankreich war er offiziell noch Amateur gewesen – wurde er nicht mehr berufen, da der schwedische Verband das Profitum ablehnte und dementsprechend Profispieler nicht berücksichtigte.

### Trainerkarriere
Carlsson wurde zunächst Jugendtrainer bei AIK. 1956 übernahm er die Herrenmannschaft, die er für die Dauer einer Spielzeit betreute. 1958 ging er zu Sundbybergs IK, wo er in den ersten beiden Jahren als Spielertrainer wieder auf das Spielfeld zurückkehrte. 1964 endete dieses Engagement und er übernahm bis 1966 erneut AIK. 1969 bis 1971 war er für IF Brommapojkarna zuständig. Dies war seine letzte Trainerstation.
Carlsson wurde als Stor Grabb ausgezeichnet.

## Erfolge
- Olympiasieger: 1948
- Spanischer Meister: 1950, 1951
- Französischer Pokalsieger: 1949